# 아메데오 비아바티
아메데오 비아바티(이탈리아어: Amedeo Biavati ameˈdɛːo bjaˈvaːti[*]; 1915년 4월 4일, 에밀리아-로마냐 주 볼로냐 ~ 1979년 4월 22일, 에밀리아-로마냐 주 볼로냐)는 이탈리아 볼로냐 출신의 전 축구 선수이다. 그는 주로 공격수나 측면 미드필더를 맡았다. 발이 매우 빠르고 창의적인 비아바티는 골 결정력이 뛰어나며 공 배급도 정밀하며, 기술적 역량과 공몰이에도 두각을 나타내 이탈리아 역대 최고의 측면 자원으로 평가되며, 이탈리아 축구계에 헛다리짚기를 비롯한 속임수를 기술을 널리 유행시켰다.

## 클럽 경력
비아바티는 1933년 5월 21일, 볼로냐 소속으로 7-0으로 이긴 카살레전에서 세리에 A 신고식을 치렀다. 그는 같은 시기 세리에 B의 카타니아로 건너가 경기를 뛰기도 했다. 볼로냐는 그의 현역 시절에 전성기를 구가하며, 1936-37 시즌, 1938-39 시즌, 그리고 1940-41 시즌에 총 3번의 세리에 A 우승을 들어올렸고, 1937년 파리지 만국박람회 국제 대회도 정상에 올랐고, 1946년 상부 이탈리아컵도 손에 넣었다.

## 국가대표팀 경력
비아바티는 1938년부터 1947년까지 이탈리아 국가대표팀 경기에 18번 출전해 8골을 기록했고, 프랑스에서 열린 1938년 월드컵에 참가해 우승을 차지했으며, 제3회 중부 유럽 선수권 대회도 우승했다. 그는 1938년 6월 12일, 3-1로 이긴 개최국 프랑스와의 1938년 월드컵 8강전에서 첫 국가대표팀 경기를 치렀다. 비아바티는 1939년 5월 13일에 밀라노에서 열린 잉글랜드전 골로 회자되는데, 잉글랜드 수비진과 수문장을 모두 농락하고 텅 빈 골망을 흔들었다.

## 감독 경력
은퇴 후, 비아바티는 감독으로 전향하여 축구 경력을 이어나갔지만, 별 다른 성과를 내지 못했다.

## 수상

### 클럽
볼로냐
- 세리에 A: 1936–37, 1938–39, 1940–41
- 파리지 만국박람회 국제 대회: 1937
- 상부 이탈리아 컵: 1946

### 국가대표팀
이탈리아
- 월드컵: 1938
- 중부 유럽 선수권 대회: 1933–35